# Xylocopa lugubris
Xylocopa lugubris är en biart som beskrevs av Carl Eduard Adolph Gerstäcker 1857. Xylocopa lugubris ingår i släktet snickarbin, och familjen långtungebin. Inga underarter finns listade i Catalogue of Life.